# Pallavolo ai II Giochi panamericani - Torneo femminile
Il I campionato di pallavolo femminile ai Giochi panamericani si è svolto dal 15 al 24 marzo 1955 a Città del Messico, in Messico, durante i II Giochi panamericani. Al torneo hanno partecipato 4 squadre nazionali nordamericane e sudamericane, che si sono scontrate in un girone all'italiana dove ognuna giocava per due volte contro ciascuna delle altre tre squadre, per un totale di 6 partite per ogni squadra. La vittoria finale è andata per la prima volta al Messico, che ha terminato a punteggio pieno il torneo a girone unico.

## Squadre partecipanti
| - Brasile - Messico - Rep. Dominicana - Stati Uniti |

## Girone unico

### Risultati
16 marzo: Brasile - Rep. Dominicana 3: 1 (15: 8, 15:13, 15:17, 15:12); Messico - Stati Uniti 3: 1 (12:15, 16:14, 15:12, 15: 3).
17 marzo: Stati Uniti - Rep. Dominicana 3: 0 (11:15, 15: 7, 15:11, 15:10).
18 marzo: Messico - Brasile 3: 2 (11:15, 15:12, 12:15, 15: 6, 15: 9).
19 marzo: Stati Uniti - Brasile 3: -; Messico - Rep. Dominicana 3: -.
21 marzo: Brasile - Rep. Dominicana 3: 0 (15:11, 15:12, 15:10); Messico - Stati Uniti 3: 1 (15:12, 15: 4, 13:15, 15:10).
22 marzo: Messico - Brasile 3: 2 (15: 9, 15:17, 14:16, 15:11, 15: 4).
23 marzo: Stati Uniti - Rep. Dominicana 3: 1 (13:15, 15: 9, 15: 9, 15: 6).
24 marzo: Messico - Rep. Dominicana 3: 0 (19:17, 15:12, 15: 9); Stati Uniti - Brasile 3: 2 (15: 7, 7:15, 13:15, 16:14, 15: 9).

### Classifica
| Pos. | Squadra         | G | V | P | ST/SP | Punti |
| ---- | --------------- | - | - | - | ----- | ----- |
| 1    | Messico         | 6 | 6 | 0 | 18:6  | 12    |
| 2    | Stati Uniti     | 6 | 4 | 2 | 14:9  | 10    |
| 3    | Brasile         | 6 | 2 | 4 | 12:13 | 8     |
| 4    | Rep. Dominicana | 6 | 0 | 6 | 2:18  | 6     |

## Classifica finale
| Classifica | Squadre         |
| ---------- | --------------- |
|            | Messico         |
|            | Stati Uniti     |
|            | Brasile         |
| 4          | Rep. Dominicana |